# 中国人民政治协商会议第十四届全国委员会委员名单
中国人民政治协商会议第十四届全国委员会共有委员2169人，委员名单于2023年1月17日由政协第十三届全国委员会常务委员会第二十五次会议通过。该届全国政协委员任期为2023年3月至2028年3月（预计）。
2169名第十四届全国政协委员中，中共委员849名，占39.2%，非中共委员1320名，占60.8%；中国56个民族都有人选进入全国政协。平均年龄56.6岁。大学以上学历2037名，中国科学院院士、中国工程院院士共125名。此外，与往届界别相比，“中国共产主义青年团”与“中华全国青年联合会”界别合并为“中国共产主义青年团和中华全国青年联合会”，并增设“环境资源界”。

## 常务委员会组成人员

### 主席会议组成人员
- 主席：王沪宁
- 副主席（23人）：石泰峰、胡春华、沈跃跃（女）、王勇、周强、帕巴拉·格列朗杰（藏族）、何厚铧、梁振英、巴特尔（蒙古族）、苏辉（女）、邵鸿、高云龙、陈武（壮族）、穆虹、咸辉（女，回族）、王东峰（兼秘书长）、姜信治、蒋作君、何报翔、王光谦、秦博勇（女）、朱永新、杨震
- 秘书长：王东峰（兼）

### 常务委员（300人）
乙晓光、丁世忠（回族）、万建民、马文亮（哈尼族）、马军胜、马建堂、王宁（中共界）、王军、王辰、王俊、王绚（女）、王锐、王路、王飚（侗族）、王世杰、王尔乘、王红玲（女）、王志刚、王国生、王金南、王学典、王建军（中共界）、王晓东、王梅祥、王惠贞（女）、王新强、韦维（女，布依族）、韦朝晖（女，壮族）、扎西达娃（藏族）、车俊、方光华、方精云、户思社、孔令智、邓蓉玲（女）、石碧、石爱中、龙庄伟（苗族）、卢柯、卢国懿、申长雨、刘小伟、田红旗（女）、田沁鑫（女）、冉霞（女，苗族）、印红（女）、冯正霖、宁吉喆、司马红（女）、吉尔拉·衣沙木丁（维吾尔族）、朴世龙（朝鲜族）、成岳冲、毕井泉、朱生岭、朱程清（女）、多杰热旦（藏族）、刘艳（女）、刘雷、刘聪、刘万龙、刘中民、刘同德、刘旭光、刘忠范、刘政奎、刘结一、刘晓梅（女，蒙古族）、刘家义、刘家强、刘雅煌、刘赐贵、刘德伟、齐扎拉（藏族）、齐成喜、江广平、江尔雄（女）、江利平、许又声、许京军、阮成发、阮诗玮、孙尧、孙阳、孙东生、孙业礼、孙继业、寿子琪、杜占元、李山（宗教界）、李卫、李心（女）、李林、李群、李瑶（女）、李小鹏、李文章、李世杰、李龙熙（朝鲜族）、李光富、李仲平、李玛琳（女）、李和平、李宝善、李家杰、李家洋、李惠东（回族）、杨杰、杨云彦、杨发明（回族）、杨光跃（纳西族）、杨华勇、杨振斌、杨培君、吴巍、吴为山、吴良好、吴社洲、吴英杰、吴国华（女）、吴建平、邱达昌、邱华栋、何平、何志敏、何润生、何超琼（女）、但彦铮、邹加怡（女）、邹其国（黎族）、沈斌、宋涛、宋亚君、宋曙光、迟子建（女）、张全、张杰、张光奇、张兴凯、张兴海、张纪南、张克俭、张来斌、张连起、张伯军、张灼华、张雨东、张宗真、张柏青、张复明、张桃林、张晓明、张恩迪、张宽寿（白族）、张雪樵、张裔炯、张福成、张震宇、陆桂华、阿地里江·阿吉克力木（维吾尔族）、陈冬、陈旭（女）、陈军（女，高山族）、陈彦、陈群、陈小平、陈小江、陈马林、陈冯富珍（女）、陈宝生、陈星莺（女）、陈贵云、陈润儿、武向平、苗圩、苟仲文、范九伦、林铎、林建岳、林毅夫、欧阳明高、欧阳泽华、尚勇、尚勋武、易军、易纲、帕松列龙庄勐（傣族）、金石、周汉民、周忠和、郑和、郑永飞、房兴耀、赵吉、赵雯（女）、赵静（女，九三学社界）、赵宗岐、赵家军、赵德明（瑶族）、胡刚、胡泽君（女）、南存辉、哈德尔别克·哈木扎（哈萨克族）、侯茂丰、施荣怀、洪捷序、洪慧民、祝春秀（女，彝族）、姚志胜、姚爱兴、秦顺全、珠康·土登克珠（藏族）、班禅额尔德尼·确吉杰布（藏族）、袁亚湘、聂辰席、贾楠（女）、贾庆国、夏杰（女，回族）、夏先鹏、钱锋（九三学社界）、钱锋（福利保障界）、钱克明、钱学明、钱智民、倪晋仁、徐涛、徐彬、徐令义、徐乐江、徐延豪、徐启方、徐晓兰（女）、徐晓鸿、栾新（女）、高津、高峰、高小玫（女）、高永文、高秀梅（女）、高鸿钧、郭乃硕、席南华、唐英年、唐承沛、陶智（满族）、陶凯元（女）、黄卫、黄武、黄荣、黄震、黄宇光、黄丽云（女，傣族）、黄国显、黄柳权、黄润秋、曹卫星、龚建明、龚俊龙、盛斌、常凯、崔世昌、符之冠、康耀红、隋军（女）、葛会波、葛均波、葛建团、董耀鹏、蒋旭光、蒋建国、韩卫国、韩立平、程红（女）、程凯、程萍（女）、程永波（满族）、傅振邦、焦红（女）、舒红兵、谢红（女）、谢茹（女）、谢晓亮、赖明、赖明勇、解冬（女）、蔡威、蔡名照、蔡秀军、蔡冠深、廖长江、演觉、谭铁牛、谭锦球、樊杰、黎昌晋、滕树静（女，土家族）、潘立刚、燕瑛（女）、霍卫平、霍金花（女）、魏钢

## 各界别委员

### 中国共产党（99人）
乙晓光、王宁（军队）、王军、王荣、王勇、王东峰、王尔乘、王志刚、王沪宁、王国生、王建军（青海）、王常松、车俊、毛万春、公保扎西（藏族）、巴特尔（蒙古族）、孔昌生、石泰峰、叶冬松、田向利（女）、付志方、毕井泉、朱生岭、朱国贤、多杰热旦（藏族）、庄国泰、刘伟（河南）、刘雷、刘晓凯（苗族）、刘家义、刘赐贵、齐扎拉（藏族）、许又声、阮成发、孙伟、孙大伟、纪峥、李江（女）、李小鹏、李荣灿、李微微（女）、吴存荣、吴社洲、吴英杰、何平、邹加怡（女）、沈跃跃（女）、宋涛、张义珍（女）、张延昆、张纪南、张晓明、张裔炯、陈旭（女）、陈武（壮族）、陈雍（满族）、陈小江、陈宝生、陈润儿、努尔兰·阿不都满金（哈萨克族）、苗圩、林铎、林克庆、欧阳坚（白族）、易纲、周波、周强、郑和、赵永清、赵宗岐、胡文容、胡春华、柯尊平、咸辉（女，回族）、姜信治、姚增科、夏德仁、徐令义、徐立全、徐启方、徐新荣、高津、唐一军、唐方裕、唐良智、黄建盛、黄莉新（女）、盛茂林、崔波、崔少鹏、崔玉英（女，藏族）、葛慧君（女）、韩卫国、蓝绍敏、廉毅敏、滕佳材、潘立刚、穆虹、魏小东

### 中国国民党革命委员会（65人）
丁华锋、于干千（回族）、马传喜、王世杰、王光贤、王红玲（女）、王新军、王新强、王遵来、区捷（女）、孔维克、田红旗（女）、白清元、吕心阳、朱新力、刘同德、刘良翠（女）、刘家强、齐成喜、孙晓光、孙继业、杜洪印、杜海峰、巫家世、李岩（满族）、李生龙、李国华、李惠东（回族）、何杰、何报翔、何秉群、宋秋（女）、宋亚君、张莉（女）、张月仙（女）、张庆盈（女）、张兴凯、张伯军、张复明、张雪樵、陈昶、陈马林、陈星莺（女）、陈前林、欧阳泽华、周世虹、郑军、赵素卿（女）、姚卫海、贾海洋、夏先鹏、徐毅松、高小玫（女）、郭乃硕、郭书宏、唐冬生、黄东红（女）、葛桂录、程萍（女）、程永波（满族）、傅川、温雪琼（女）、熊皓、熊水龙、霍卫平

### 中国民主同盟（65人）
丁梅（女）、丁光宏、马宗保（回族）、王绚（女）、王书红、王光谦、王荣彬、邓长球、古俊彦（女，壮族）、龙婉丽（女）、田刚、冉霞（女，苗族）、冯艺东、成岳冲、刘洪、刘中民、刘仲奎、刘旭光、刘思德、刘艳玲（女）、刘雅玲（女）、江智涛、许亚南（女）、阮诗玮、杜惠平、李正国、李剑萍、李萌娇（女）、杨云彦、杨安娣（女）、时燕（女）、吴楠、吴为山、吴以环（女）、何寄华、汪鹏飞、张慧（女）、张来斌、张福成、陆桂华、陈群、范九伦、欧阳明高、郑永飞、赵吉、胡刚、柳锋波、贾楠（女）、贾庆国、钱克明、钱丽霞（女）、钱福永、徐彬、曹卫星、崔亚丽（女）、康耀红、梁丽萍（女）、韩清华（女）、辜清、程红（女）、舒晓刚、蒙格丽（女）、蔡光洁（女）、霍金花（女）、魏世忠

### 中国民主建国会（65人）
马华东、王舰、王凌（女）、王小龙、韦建刚（壮族）、方洁（女）、方传龙、付诚、白重恩、司马红（女）、乔伟、刘木华、刘炳江、安庭（蒙古族）、许玲（女）、孙洁（女）、孙东生、苏华、苏莉（女）、李心（女）、李瑶（女）、李霞（女）、李文海、李世杰、李忠民、李俊林、杨光、杨淼（女）、杨士海、杨洪明（女）、杨培君、吴志明、汪阳、汪胜洋、宋青（女）、陆铭、陈小平、陈百灵（女，满族）、陈婷婷（女）、陈增敬、范社岭、罗卫（女）、金桩（蒙古族）、周汉民、郑亚莉（女）、赵波（女）、洪慧民、姚建明、秦博勇（女）、钱雨晴（女）、钱学明、郭彩云（女）、陶桂芳（女）、曹武、梁满红（女，壮族）、寇纲、葛建团、韩丹、韩民春、鲁晓明、谢商华（女）、蒙晓灵（女）、赖明勇、解冬（女）、薛寒（女，蒙古族）

### 中国民主促进会（45人）
马余强、王春秀（女）、石爱中、卢天锡、包安明、朱永新、朱彤晖（女）、许唯临、孙发、孙俊青（女）、李玛琳（女）、李和平、杨建德、杨静华（女）、何志敏、张雨东、张金英（女）、张学军（女）、张显友、张颐武、张震宇、陈贵云、陈倩雯（女）、尚勋武、罗永章、金永伟、郑家建、赵长龙、胡仲军、姜军、姚爱兴、栾新（女）、郭绍敏（女）、陶凯元（女）、黄震、梁勇、梁浩、鲁修禄、鲍虎军、蔡秀军、蔡国伟、熊继军、黎晓英（女）、潘惠丽（女）、潘碧灵（土家族）

### 中国农工民主党（45人）
丁列明、于春水、义芳（女，瑶族）、王昆、王路、王行环、王金南、云治厚（蒙古族）、孔令全（女）、邓蓉玲（女）、甘华田、史可、巩富文、朱涛、刘俊彩（女）、刘献祥、花亚伟、李明（女）、李和跃、李思进、杨震、杨金龙、杨淑丽（女）、但彦铮、张全、张桥、张光奇、张灼华、张宽寿（白族）、孟庆才、段青英（女）、秦海涛、晏波、徐涛、郭毅、郭天康、黄红霞（女）、黄宝荣、龚建明、阎武、蒋巍、蒋和生、焦红（女）、谢京（女）、蔡威

### 中国致公党（30人）
丁时勇、王艳（女）、王丽萍（女，浙江）、王桂英（女）、卢国懿、司徒国海、许光文、孙诚谊、杨洋（女，彝族）、杨德才、张晨（女）、张文明、张华俊、张志红（女）、张柏青、张恩迪、邵志清、欧余军、郑鈜、赵晓萍（女）、侯茂丰、袁雯（女）、徐旭东、徐晓兰（女）、高秀梅（女）、陶仪声（女）、黄武、蒋作君、蒋鹏举、谢资清（女）

### 九三学社（45人）
于仁杰、马秀珍（女）、王长平、王汝芳、王晓萍（女）、卢柯、叶正波、过建春（女）、朱春云（女）、朱程清（女）、刘涛（女）、刘忠范、刘政奎、刘晓梅（女，蒙古族）、杜妍（女）、李青山、李学林、李新华、杨丹、杨同光、吴代赦、冷向阳、张少康、张凤宝、张福麟、陈赤平（土家族）、陈怡平、邵鸿、周岚（女）、周鸿祎、庞达、单崇新、屈谦、赵雯（女）、赵静（女，税务总局）、赵金云（女）、秦松、秦顺全、钱锋（上海）、徐玖平、翁建平、彭健铭、葛会波、赖明、潘建伟

### 台湾民主自治同盟（20人）
王昱、孔令智、吕少军、刘艳（女）、江尔雄（女）、江利平、许可慰、苏辉（女）、杨晓红（女）、吴国华（女）、陈伟、陈军（女，高山族）、陈子云（女）、陈玉玲（女）、陈清莉（女）、高洁（女，广东）、符之冠、蔡欣（女）、蔡睿、廖明宏

### 无党派人士（65人）
丁彦昕、马东平（女，回族）、马海军（回族）、王晶（女）、王桂玲（女）、王效彤、王理宗、王梅祥、邓中翰、石文先、伍爱群、刘辉（满族）、许京军、李卫、李丹、李喜、李利英（女）、李国红、连玉明、肖琦（女）、吴骊珠（女，回族）、吴锋刚、何婧（女）、何清湖、沈爱红（女）、宋朝学、张骁、张萍（女）、张广东、张连起、张春燕（女）、张树新、张勉之、阿来（藏族）、范峰、范树奎、林毅夫、周源、周仲荣、周志华、周忠和、郝海平、钟章队、姚力军、秦斌、聂鑫、聂竹青、贾正兰（女）、夏宇红（女）、高鸿钧、席南华、陶智（满族）、黄宇光、蒋颖（女）、蒋毅、蒋志鹏、韩圣健、覃斌（壮族）、舒红兵、温小波、蓝逢辉、窦刚贵、管云鸿（蒙古族）、谭文英（女）、戴永久

### 中国共产主义青年团和中华全国青年联合会（36人）
于本宏、上官剑、王一书（女）、王亚平（女）、王笃波、田静（女）、朱妍（女）、刘明侦（女）、刘洪悦（女）、刘爱平（女）、许礼进、杨政龙、肖新光、吴仲戈、吴碧霞（女）、张坤、张朝晖、陈槐、陈天石、林积灿、岳伟、周荃（女）、周小平、郑春阳、侯贵松、祝林芳（女）、贺晗、贺凯琪（女）、党彦宝、倪邦文、凌俊杰、高庆波、曹鹏、傅振邦、曾文龙、魏新

### 中华全国总工会（63人）
丁焰章、马璐（女）、马秀丽（女）、王斌、王少峰、王百森、王彤宙、王晓峰、卢跃富（土家族）、叶阳升、冯江华、皮剑龙、吕国泉、向文波、刘争、齐为民、江毅、江广平、阮英、阮前途、孙永才、孙志强、李兴钢、杨杰、杨宇栋、杨军日、邹震、辛锋、汪建平、张涛（女）、张轩松、张茂华、张晓仑、陈建飚、苟护生、林伦伟、林孝发、林晓辉、岳建武、周国平、孟振平、赵俊民、郝宏军、胡望明、胡德兆、柯瑞文、段向东、洪杰、袁京连（女）、徐海荣、徐鹏飞、翁祖亮、郭代军、郭吉安、黄国、阎京华、粟斌、蔡治洲、蔡毅德、谭旭光、戴东昌、戴和根、魏地春

### 中华全国妇女联合会（67人）
王芳（女）、王宜（女，满族）、王珏（女）、王素君（女）、王淑惠（女）、仇鸿（女）、邓健（女）、龙国英（女）、卢红（女）、卢敏（女）、卢伟英（女）、冯延（女）、成平（女）、刘文力（女）、刘文萍（女）、刘玉婉（女）、刘丽坚（女）、刘晓冰（女）、刘筱敏（女）、米荣（女，满族）、江碧涛（女）、祁晓冰（女，回族）、苏洵（女）、杨爽（女）、杨临萍（女）、吴海英（女）、吴海鹰（女，回族）、吴蓓丽（女）、何蓉（女）、沈蓓莉（女）、张英（女）、张军萍（女）、张利文（女）、张佐姣（女）、张晓兰（女）、张娣芳（女）、陈中红（女）、陈左宁（女）、陈红彦（女）、苗延红（女）、林怡（女）、林洁（女）、岳泽慧（女）、周超男（女）、屈恩（女）、孟冬梅（女）、赵心竹（女）、赵爱明（女）、胡立杰（女）、胡达古拉（女，蒙古族）、姜妍（女，满族）、夏杰（女，回族）、柴靓（女）、徐睿霞（女）、翁铁慧（女）、高洁（女，陕西）、高琳（女）、高佩璇（女）、彭静（女）、程晓健（女）、程湘爱（女）、谢文敏（女）、蒙曼（女，满族）、雷杰（女）、翟美卿（女）、潘毅琴（女，回族）、薛景霞（女）

### 中华全国工商业联合会（65人）
丁佐宏、王煜、王光远、王均金、方光华、叶青、史贵禄、多吉次珠（藏族）、刘伟（新疆）、刘聪、刘振东、刘瑞领、安润生、许明金、阮鸿献、寿子琪、李青（女）、李书福、李汉宇、李兆前、李连柱、李维斗、杨丽（女）、杨英（女）、杨晖、杨佑兴、肖凯旋、吴城、邱小平、何文辉、何晓勇（回族）、汪鸿雁（女）、张健、张兴海、张建明、陈晓林、邵丹薇（女）、林凯文、赵立新、赵延庆、赵毅武、胡汉阳、南存辉、俞建、娄杰、费功全、姚锦龙、聂磊、党蓁（女）、徐乐江、高峰、高云龙、郭奇志、唐燕（女）、黄荣、眭国华（女）、葛坚、景普秋（女）、鲁勇、曾毓群、谢茹（女）、褚浚、熊伟、樊友山、燕瑛（女）

### 中国科学技术协会（43人）
王永良、王先进、王怀民、王金龙、邓铭江、吕国范、朱日祥、乔杰（女）、孙珅、李星、李仲平、李志强、杨长风、肖文交、肖龙旭、邱志明、闵宜仁、张凤（女）、张旭（科技部）、张杰、张永强、张克俭、张阿漫、陆建华、尚勇、明炬、赵小津、胡金波、俞飚、施一公、徐平、徐延豪、徐建国、黄卫、曹阿民、景亚萍（女）、程建军、曾毅、谢素原、廖湘科、樊杰、樊邦奎、魏悦广

### 中华全国台湾同胞联谊会（14人）
庄振文、李大壮、杨毅周、陈椿、陈小艳（女，高山族）、陈元丰、林娜（女）、林敏、林敏洁（女）、郑平、黄兰茜（女）、黄毅辉、曾瀞漪（女）、潘裕萍（女）

### 中华全国归国华侨联合会（26人）
马萧林、邓小清、吕涛（满族）、刘以勤（女）、刘明军、许清流、李林、李胥、李兴钰、杨全红、林定强、荣洋、柳玲玲（女）、施乾平、洪明基、徐西鹏、黄楚基、曹君利、隋军（女）、程燕（女）、舒心、谢文·根多（藏族）、谢良志、谢俊明、蔡明威、魏英杰

### 文化艺术界（112人）
马浩文、马锋辉、王丹、王宁（北京）、王珂、王勇（文化和旅游部）、王瑞、王澍、王平久、王丽萍（女，上海）、王黎光、扎西达娃（藏族）、木亚赛尔·托乎提（女，维吾尔族）、牛克成、尹学芸（女）、尹晓东、石磊（湖南）、田沁鑫（女）、白水清、冯俐（女，回族）、冯远征、吕成龙、任万平（女）、刘广、刘侗、刘万鸣、刘训峰、刘学俊、刘笑伟、刘家成、许宁、许江、许鸿飞、李梅（女）、李群、李六三、李心草、李国兴、李骏虎、杨红林、吴行、吴文科、吴洪亮、吴敏婕（女）、邱华栋、邱运华、谷好好（女）、辛丽丽（女）、沈晨、沈铁梅（女）、迟小秋（女）、迟子建（女）、张旭（文化和旅游部）、张宏、张继、张斌（香港）、张立萍（女）、张凯丽（女）、张铁山、陈彦、陈通、陈智林、苗洁（女）、范宗钗、林茂、迪丽娜尔·阿布拉（女，维吾尔族）、周利（女）、周庆富、郑茜（女）、郑更生、宗庸卓玛（女，藏族）、赵聪（女）、赵秀君（女）、赵宝刚、郝戎、胡纪源、皇甫宜川、俞峰、勉冲·罗布斯达（藏族）、姜克美（女）、洪厚甜、姚珏（女）、袁慧琴（女）、都海江、聂辰席、莫华伦、高英坡、高满堂、郭蓉（女）、唐延海、崔巍（女）、阎晶明、彭家鹏、董园园（女）、董希源、董耀鹏、蒋胜男（女）、韩子勇、韩新安、景喜猷、傅若清、焦兴涛、舒勇、曾小敏（女）、靳东、甄子丹、詹勇、廖昌永、熊召政、滕贞甫、霍建起、戴斌

### 科学技术界（107人）
丁洪、于宗宝、马光辉（女）、王亮、王小军、王元青、王长青、王来春（女）、王春儒（蒙古族）、王树年、王润福、王瑞军、卞修武、方向、方忠、叶聪、冯煜芳、邢一新、曲伟、吕跃广、朱松纯、朱俊强、乔红（女）、任咏华（女）、刘强、刘石泉、齐向东、许波、许瑞明、孙予罕、孙志嘉、孙昌隆、严建文（回族）、李陟、李萌、李全明、李秀敏（女）、李应红、李俊全、李恒年、李景虹（蒙古族）、杨长利、杨建成、杨孟飞、杨新民、吴立刚、吴希明、吴建平、吴燕生、何琳、余晓晖、冷俊、沈志强、宋晓明、张峰、张广军、张云泉、张冬辰、张改平、张振涛、张格明、张新民、张德清、陆安慧、陈江、陈仙辉、陈英武、陈锡明、武向平、范召林、周向宇、周兴江、周群飞（女）、屈国欣、赵琛、赵静（女，航天科工）、赵长印、赵宇亮、赵红卫（女）、赵泽良、赵晓光（女）、赵晓晨、赵瑞峰、胡震、侯立军（满族）、施华君、倪四道、徐星、徐晋、徐南平、高铭（女）、高天明、高剑刚、席振峰、唐长红、容易（女，土家族）、黄雪鹰（女，蒙古族）、曹建国、常凯、阎锡蕴（女）、韩泳江、韩珺礼、曾一春、谢晓亮、蔡荣根、臧继辉、魏明英（女）

### 社会科学界（73人）
马述强、马宝成、王立平、王灿龙、王灵桂、王学典、牛同栩、龙明彪、卢希（女）、田培炎、白少康、冯鹏志、毕飞宇、毕彦超（女）、吕红兵、朱列玉、庄严、刘宁（女）、刘钊、刘杰、刘纪明、刘建国、孙茂利、孙学玉、李连祥、李贻伟、李章泽、杨智、杨万明、杨小波、肖厚发、时和兴、吴向东、余兴安、余新华、沈亮、迟日大、张毅、张广汉、张风雷、张西明、张宇燕、张来明、张冠梓、张继焦、陆国强、陈理、陈霞（女）、陈松蹊、陈国庆、陈宗荣、陈星灿、陈思源、林文勋、金学锋、赵凡、赵昌华、胡建淼、胡衡庐、贺小荣、袁小彬、袁爱平、夏春涛、高雨、曹普、曹文泽、崔海洋（朝鲜族）、蒋建国、傅兴国、熊选国、戴小明（苗族）、戴红兵、魏青松

### 经济界（108人）
丁世忠（回族）、马珺（女）、马正武、马永生、马军胜、马建堂、马崇贤、王伟（全国政协机关）、王江、王世民、王永礼、王江平、王明弹、王俊寿、王炳南、毛定之、尹艳林、孔令成、石磊（内蒙古）、卢进、申长雨、付刚峰、白涛、冯正霖、宁咏、宁吉喆、权忠光（朝鲜族）、曲永义、朱碧新、任德奇、刘云峰、刘化龙、刘永好、刘永富、刘尚希、刘爱力、刘新勇、江浩然、李民吉、李养民、杨柳（女）、杨成长、杨宗儒、吴益强、吴富林、余斌、邹磊、冷伟青（女）、宋曙光、张奎、张勇（天津）、张琦、张少明、张军扩、张建民、张春华、张懿宸、陈力、陈四清、陈祖新、陈晓红（女）、邵驰、范小云（女）、范扎根、林罡、林涌、林益彬、罗熹、金李、周渝波、赵东、赵欢、赵争平、郝书辰、胡泽君（女）、柯希平、俞培根、姜万荣、姜春水、祝树民、秦荣生、柴强、钱刚、钱文挥、徐建军、郭孔丞、郭兰峰、郭御风、涂辉龙、黄玉治、黄志祥、黄喜忠、黄群慧、曹志安、阎峰、谌志华、隋忠诚、彭纯、韩谦、韩立平、韩保江、蒲淳、蔡建春、谭炯、谭岳衡、霍颖励（女）、魏革军、魏博平

### 农业界（70人）
于学利、万建民、马有祥、马忠明、王威（俄罗斯族）、王静（女）、王冬胜、王传喜、王晓东、孔宏智、田学斌、代萍（女）、丛连彪（回族）、兰定国、达瓦顿珠（藏族）、吕爱辉（女）、朱水芳、廷·巴特尔（蒙古族）、仲志余、刘伟平、刘均刚、刘焕鑫、孙志宏、严建兵、杜志雄、李宝聚、李原园、李家洋、杨松、吴宏耀、何一心、余静（女）、张剡、张卫元、张合成、张志军、张和平、张桃林、张雷明、阿拉腾达来（蒙古族）、陈化兰（女）、陈温福、范国强、林海、林金星、郑裕国、单杨、赵晓燕（女）、胡亚安、胡培松、钟登华、种康、侯水生、昝林森、姜明、班立桐、柴守玺、郭玮、唐俊杰（女）、黄三文、黄丽萍（女，黎族）、黄显良、曹金山（蒙古族）、曹晓风（女）、戚益军、崔丽娟（女）、梁晔、韩鲁佳（女）、程玉珍（女）、潘元松

### 教育界（103人）
于巧华（女）、万师强、卫炳江、马怀德、马金旗、马景林、王锐、王璞、王中良、王仁祥、王成斌、王国仁、王定华、王复明、王雪梅（女）、王蜀黔（女）、韦军（壮族）、方明、方守恩、龙腾、卢建军、丛兵、兰臻（女，畲族）、任少波、刘林、刘小军、刘小康、刘林芽、刘思金、刘菊娇（女）、刘智鹏、江阳、孙尧、孙宝国、李莉（女）、李孝轩、李丽娟（女）、李胜堆、杨华勇、杨振斌、肖飞、吴宏伟、吴德伟、邱峰、汪小帆、汪劲松、沈志华、张玉清、张平文、张运凯、张志勇、张京泽、张政文、张敏情（女）、陈伟志、陈卓禧、武利民、欧阳宏伟、罗卫东、金石、郑富芝、孟艳（女）、孟晖、孟祥青、赵长禄、赵海兴、柳茹（女）、拜文汇、信思金、施大宁、施卫东、姜亚军、姜耀东、洪伟、祝连庆、祝跃飞、莫海涛、钱家盛、倪闽景、徐坤、徐礼华（女）、高金凤（女）、高新波、郭坤宇、黄竹君（女）、黄晓娟（女）、龚卫娟（女）、龚六堂、龚健梅（女，壮族）、崔田、商文江、董洪川、韩林海、程建平、曾勇、温涛、雷群芳（女，畲族）、满开宏（回族）、褚良银（土家族）、谭铁牛、滕锦光、潘健（壮族）、戴立益

### 体育界（24人）
丁霞（女）、丁亚琳（女）、王励勤、王勇峰、王嘉恩、厉彦虎、刘征、刘国梁、刘诗颖（女）、许昱华（女）、纪冬、杨扬（女）、余国樑、张虹（女）、张小冬（女）、苗立杰（女）、苟仲文、林大辉、金泳德、周进强、胡文新、陶璐娜（女）、谢敏豪、鲍明晓

### 新闻出版界（49人）
马静（女，回族）、王奕、王一彪、王心富、王吉德、王晓红（女）、双传学、石培文、卢永雄、冯晓婷（女）、朱旗、朱咏雷、刘见明、刘成勇、刘思扬、孙业礼、孙宝林、李芸（女）、李岩、李学梅（女）、李宝善、杨小伟、吴义勤、吴旭洋、吴静怡（女）、辛广伟（回族）、汪惠仁、张勤（女）、张自成、张志刚、张志兵、张建春、张宿堂、陈扬勇、陈伟鸿、林丽颖（女）、罗崇雯（女）、孟冬（女）、赵剑英、胡孝汉、袁炳忠、顾青、郭媛媛（女）、海尼扎提·托呼提（维吾尔族）、黄志坚、韩敬群、曾庆军、蔡名照、廖祥忠

### 医药卫生界（96人）
马骏（女）、王辰、王坤、王岩、王俊、王广发、王宁利、王建安、王建军（国家卫健委）、王贵齐、王秋菊（女，满族）、王贺胜、王笑频（女）、方向明（女）、巴桑卓玛（女，藏族）、邓旭亮、卢联合（满族）、付小兵、边惠洁（女）、朱同玉、向华（土家族）、刘云（女）、刘连新、刘林林（女）、刘泽星、刘梅林（女）、刘清泉、孙达、孙红（女）、孙蓉（女）、花德米（女，回族）、杜斌、杜丽群（女，壮族）、李利、李浩、李为民、李国勤、李海潮、李鹏斌、杨宇飞（女）、杨杰孚、杨爱明、肖苒（女）、吴浩、吴彬（女）、吴沛新、吴效科、吴尊友、吴德沛、余艳红（女）、沈建忠、沈洪兵、宋树立（女）、张勇（国家卫健委）、张文宏、张伟滨、张丽丽（女）、张其成、张学敏、张洪春、陈敏、陈义汉、邵峰、明东、季加孚、侍俊、周军、周清（女）、郑虹、郑哲、封颖璐（女）、赵宏、赵家军、胡盛寿、施小明、姚建红、姚树坤、敖虎山（蒙古族）、徐凤芹（女）、徐丛剑、徐安龙、奚桓、高永文、郭玉芬（女）、唐旭东、黄伟、黄昱（女）、黄爱龙、曹雪涛、彭军、董小平、蒋建东、傅小云（苗族）、童安荣、谢良地、霍勇

### 对外友好界（46人）
王民、王众一、王茂虎（回族）、王银锋、户思社、石好勇、卢沙野、刘劲松、刘显忠、刘显法、刘结一、许进、杜占元、杨光斌、杨明杰、吴恳、吴江浩、邱华康、宋延超、张军、张博（女）、张斌（社科院）、张汉晖、张茂于、张懿范、陈因、陈旭、林松添、罗照辉、郑泽光、赵梅（女）、胡伟、秦鸣、袁鹏、聂福如、顾学明、徐广国、徐飞洪、徐宇宁、郭军、陶坚、黄苏云（黎族）、谢锋、廖力强、颜宝铃（女）、魏海生

### 社会福利和社会保障界（35人）
王平、王正伟、邓琳（女）、龙墨（女）、刘启芳（女）、齐明亮、汤涛、孙力斌、李文章、李庆忠、杨洋（女）、杨晋柏、吴凡（女）、何明华、张建斌、张春生、张晓敏、林潞、胡静林、费英英（女）、莫荣（苗族）、夏延军（女）、钱锋（退役军人部）、唐承沛、诺敏（女，蒙古族）、曹晖、常正国、蒋丽英（女）、惠建林、程凯、蔡振红、管浩鸣、黎勇、冀国强、戴均良

### 环境资源界（85人）
于学军、马建华、王媛（女）、王树声、王新明、方精云、石碧、卢铁忠、叶敏、印红（女）、朴世龙（朝鲜族）、刘宝、刘国跃、刘俊来、江桂斌、孙黎（女）、孙雪涛、李彬、李颖（女，满族）、李凡荣、李书鹏、李宇鹏（女）、李金发、李宝犬、李根生、吴健、吴忠民、吴瑞君（女）、邱启文、何广顺、余国东、余蔚平、谷树忠、应汉杰、辛保安、闵庆文、汪东进、宋海良、张睿（女）、张甘霖、张兴赢、张志扬、张海文（女）、武强、欧青平、易军、岳中明、郑斌勇、赵松（女，满族）、赵英民、赵建泽、胡松琴（女）、段旭如、侯伟、敖宏、钱智民、倪晋仁、徐雪红（女）、凌月明、高吉喜、高志国、黄润秋、黄绵松（回族）、梅钰、曹荣、龚建东、章建华、葛全胜、蒋齐、蒋旭光、蒋兴伟、韩君、韩建华（撒拉族）、傅声雷、焦念志、童金南、温枢刚、路全忠、蔡中平（瑶族）、翟青、黎俊东、燕琴（女）、戴厚良、魏克良、魏源送

### 少数民族界（101人）
马文亮（哈尼族）、马汉成（回族）、马旭林（东乡族）、马晓丽（女，保安族）、王飚（侗族）、王红红（女，回族）、韦昌（女，怒族）、韦维（女，布依族）、韦朝晖（女，壮族）、韦震玲（女，毛南族）、扎西顿珠（藏族）、木合拜尔·阿布都尔（女，乌孜别克族）、尹璐（女，满族）、巴音克西（蒙古族）、玉克赛克·西加艾提（塔吉克族）、甲热·洛桑丹增（藏族）、们发延（阿昌族）、白玛玉珍（女，门巴族）、冯春林（仡佬族）、边巴扎西（藏族）、边巴拉姆（女，藏族）、吉尔拉·衣沙木丁（维吾尔族）、权贞子（女，朝鲜族）、达珞（珞巴族）、达扎·尕让托布旦拉西降措（藏族）、达娃次仁（藏族）、尧斯丹（藏族）、伊力扎提·艾合买提江（维吾尔族）、伊尔扎提·扎达（塔塔尔族）、向东（土家族）、刘颖（女，白族）、刘建波（满族）、刘媛媛（女，苗族）、羊毅（女，回族）、关天罡（女，满族）、关芳芳（女，锡伯族）、苏海珍（女，京族）、杜明燕（女，鄂温克族）、李健（侗族）、李为国（羌族）、李玉春（女，德昂族）、李龙熙（朝鲜族）、李东浩（朝鲜族）、李迎新（女，满族）、李依娲娜（女，佤族）、杨方（女，基诺族）、杨宁（女，白族）、杨向群（独龙族）、杨远艳（女，京族）、杨钰尼（女，哈尼族）、吴宇红（女，高山族）、何静（女，满族）、邹其国（黎族）、怀利敏（女，蒙古族）、张敏（女，布朗族）、阿力甫江·卡得尔（柯尔克孜族）、阿衣木沙·托合塔洪（女，柯尔克孜族）、纳日碧力戈（蒙古族）、欧彦伶（女，仫佬族）、卓嘎（女，藏族）、卓君佳（女，景颇族）、明吉措姆（女，藏族）、昂旺（藏族）、和良辉（纳西族）、金花（女，蒙古族）、金宪（朝鲜族）、周先旺（土家族）、孟宪明（回族）、赵岩（满族）、赵金（彝族）、赵坤宇（女，赫哲族）、赵德明（瑶族）、胡江梅（女，普米族）、哈里木拉提·阿不都热合曼（维吾尔族）、哈德尔别克·哈木扎（哈萨克族）、钟瑛（女，白族）、香根·巴登多吉（藏族）、香根·边玛仁青（藏族）、侯桂芬（女，苗族）、祝春秀（女，彝族）、娜木拉（女，鄂温克族）、贺丹（女，土家族）、贺颖春（女，裕固族）、班果（藏族）、凌云（女，鄂伦春族）、高炜（蒙古族）、高继兰（女，傈僳族）、郭继孚（满族）、朗杰拉措（女，藏族）、黄玮（女，拉祜族）、黄丽云（女，傣族）、鄂晓梅（女，达斡尔族）、鄂崇荣（土族）、隋青（女，蒙古族）、琼色（藏族）、韩文林（撒拉族）、蒙爱军（水族）、雷迅（畲族）、嘎玛泽登（藏族）、熊甜芳（女，阿昌族）、滕树静（女，土家族）

### 宗教界（69人）
马文云（东乡族）、马跃祥（回族）、王跃胜、扎西坚才（藏族）、心澄、正慈、东宝仲巴·呼图克图（藏族）、代俊峰（回族）、印顺、尼玛琼拉（藏族）、吉宏忠、江白拉桑（藏族）、李山、李光富、杨杰（回族）、杨万里（回族）、杨永强、杨发明（回族）、杨冠军（回族）、吴巍、吴伟庆、吴建林、吴理之、沈斌、张克运、张金涛、张诚达、张高澄、阿不都热克甫·吐木尼牙孜（维吾尔族）、阿地里江·阿吉克力木（维吾尔族）、直贡穷仓·洛桑强巴（藏族）、昌善、帕巴拉·格列朗杰（藏族）、帕松列龙庄勐（傣族）、岳福生、金宏伟（回族）、宗性、房兴耀、孟至岭、孟青录、胡诚林、胡雪峰（蒙古族）、洛卓加措（藏族）、珠康·土登克珠（藏族）、班禅额尔德尼·确吉杰布（藏族）、徐玉兰（女）、徐晓鸿、高明、郭金才、郭莽仓·罗藏宗哲嘉措（藏族）、唐诚青、桑杰·嘉措（蒙古族）、黄信阳、常藏、韩树军（回族）、释本性、释崇化、道慈、谢荣增、靳云鹏、雷世银、蔡炳瑞、演觉、赛赤·确吉洛智嘉措（藏族）、慧明、樊宏恩、潘兴旺、潘志贤、穆可发（回族）

### 特邀香港人士（124人）
马光如（女）、王力平、王明凡、王育民、王思东、王庭聪、王祥明、王惠贞（女）、车弘健、文宏武、方文雄、尹宗华、邓佑财、邓宣宏雁（女）、邓健荣、邓清河、卢业樑、卢金荣、叶永成、叶建明、吕坚、吕耀东、朱铭泉、朱鼎健、朱新胜、莊紫祥、刘业成、刘业强、刘江华、关百豪、江达可、孙煜、孫少文、孙青野、苏长荣、苏绍聪、苏清栋、杜家驹、李山、李大宏、李子建、李月华（女）、李文俊、李民斌、李伟斌、李君豪、李泽钜、李家杰、李镇强、杨绍信、杨莉珊（女）、连镇恩、吴华江、吴良好、吴杰庄、吴宗权、吴辉体、邱达昌、何汉权、何永昌、何君尧、何超琼（女）、佘德聪、余鹏春、张国荣、陈冬、陈寅、陈文洲、陈冯富珍（女）、陈弘毅、陈讴明、陈红天、陈亨利、陈清霞（女）、陈瑞娟（女）、邵家辉、范骏华、林龙安、林诗键、林建岳、罗永纲、罗卓坚、周春玲（女）、周厚立、郑志刚、孟丽红（女）、赵柏基、胡剑江、查毅超、施荣怀、施清流、施维雄、姚志胜、姚茂龙、唐英年、容永祺、黄少康、黄若虹、黄敏利、黄锦辉、曹其东、龚永德、龚俊龙、梁志祥、梁振英、屠海鸣、彭韵僖（女）、彭耀佳、董吴玲玲（女）、释宽运（蒙古族）、曾伟雄、曾智明、赖海民、詹洪良、蔡加讚、蔡荣星、蔡冠深、蔡黄玲玲（女）、廖长江、谭允芝（女）、谭锦球、樊敏华、颜建国、魏明德（回族）

### 特邀澳门人士（29人）
马志毅、叶兆佳、刘雅煌、阮建昆、李从正、李佳鸣（女）、吴士芳、吴志良、邱庭彪、何厚铧、何润生、何富强、何猷龙、何嘉伦、张明星、张宗真、陈华强、陈明金、陈季敏（女）、欧安利、罗奕龙、柯岚（女）、莫志伟、高锦辉、黄柳权、黄洁贞（女）、崔世昌、崔志涛、梁少培

### 特别邀请人士（83人）
于建华、王伟（军队）、王坚、王填、王志良、王昌林、王桂林、韦昌进、方林、邓中华、龙庄伟（苗族）、戎贵卿、西西玛（藏族）、任清华（女，土家族）、刘建、刘万龙、刘亚永、刘念光、刘德伟、江勇西绕（藏族）、汤晓鸥、祁发宝、祁志峰、孙阳、孙和荣、李兰（女）、杨光跃（纳西族）、杨利伟、肖毅、吴世忠（苗族）、何松、张平、张瑛（女）、张义瑚、张利平、张忠凯、张学庆、张海华（女）、陈岳琪、郁瑞芬（女）、罗益昌、周利、周小莹（女）、周志国、周黎安、郑堆（藏族）、郑宝宝、屈庆超、柳芳（女）、段文晖、禹光、洪捷序、费俊龙、姚丹江、姚永良、骆正明、袁亚湘、聂泽旭、贾育林、顾爱云（女）、徐士龙、郭基煇、唐勇、桑顶·多吉帕姆·德庆曲珍（女，藏族）、桑福华、堵远放、黄国显、曹菲（女）、盛斌、麻振军、梁颖宇（女）、隆克平、葛均波、董清世、喻顶成、策墨林·单增赤列（藏族）、傅建国、童培友、谢红（女）、樊春海、黎昌晋、颜晓东、魏钢

## 委员变动情况
- 增补：马晓伟、易会满、曹军[4]、邓小刚、庹震[5]、丁学东、王广华、李飞、李屹、沈莹、陈瑞峰[6]、苏贵光[7]
- 撤销资格：郝宏军[8][註 1]、吴燕生、刘石泉、王长青[9]、王小军[10]、石磊[11]、唐一军[12]、苟仲文[4]、吴英杰、张建春[13]、肖龙旭、李微微、李健[5]、赵金云[14]、魏博平、吴存荣[15]、卢进[16]、薛景霞[17]、齐扎拉[6]、唐勇、党彦宝、李民吉[18]、杨小伟、景亚萍、郭继孚[19]、毕井泉[7]、周先旺[20]
- 辞职：向东[8][註 1]、黄莉新[21]、张晓明、王填[4]、龚六堂[5]、嘎玛泽登[6]
- 去世：吴尊友[22]、汤晓鸥[23]